# Lancia Thema
O Thema é modelo de porte médio da Lancia. Utiliza a mesma plataforma do Saab 9000, Fiat Croma e Alfa Romeo 164. O modelo mais potente é o 8.32, com um motor V8 de 32 válvulas, de origem Ferrari.

## História

### Desenvolvimento

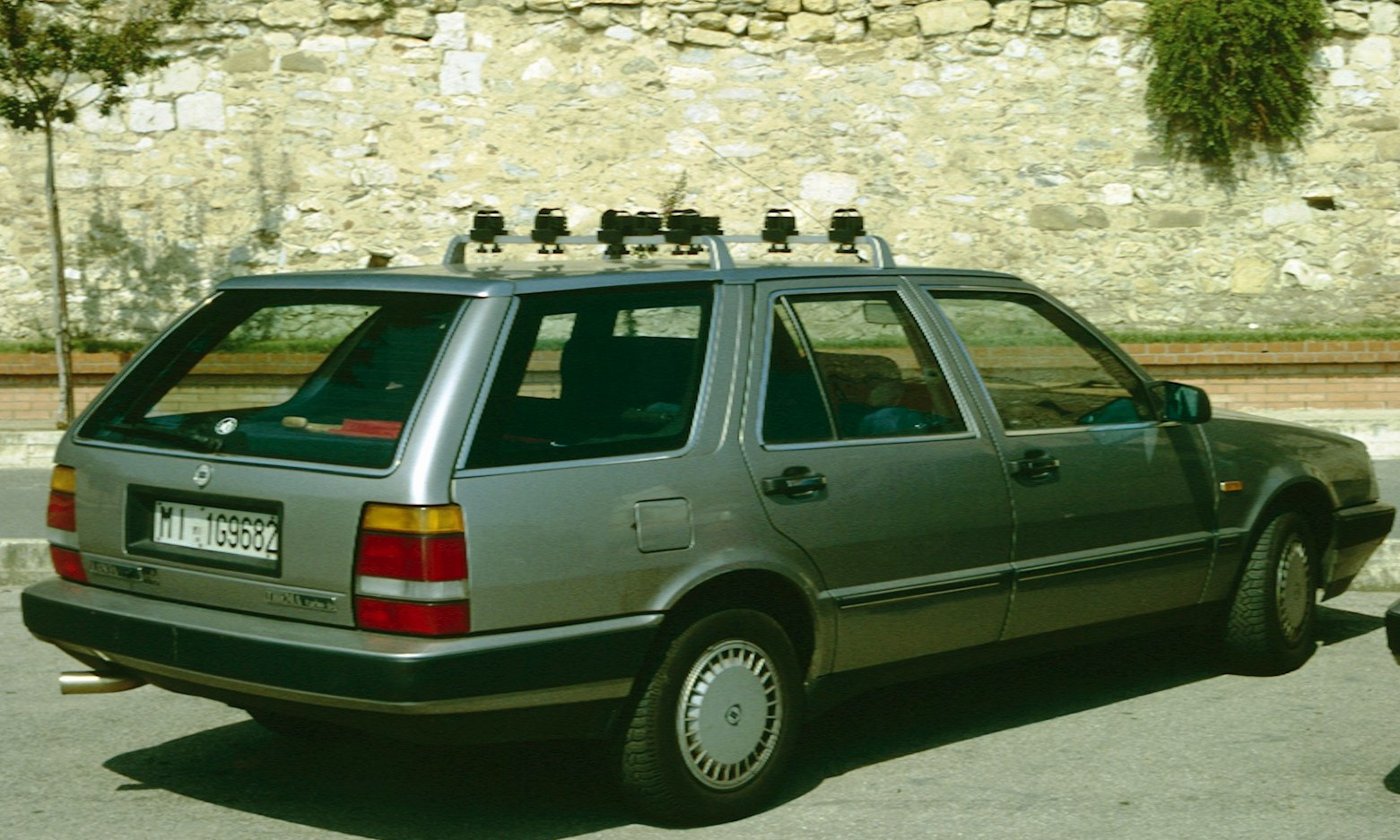
Perua Lancia Thema, cuja traseira foi desenhada pelo estúdio Pininfarina.

Em 1978 a FIAT e a SAAB desenvolveram uma parceria para o lançamento de uma plataforma conjunta para uma nova linha de automóveis. Posteriormente a FIAT ampliou o escopo da nova plataforma para envolver suas subsidiárias Alfa Romeo e Lancia. A nova plataforma foi batizada Tipo Quattro. As empresas desenvolveram os seguintes modelos com base na plataforma:
| Plataforma Quattro FIAT-SAAB (Década de 1980) | Plataforma Quattro FIAT-SAAB (Década de 1980) | Plataforma Quattro FIAT-SAAB (Década de 1980) | Plataforma Quattro FIAT-SAAB (Década de 1980)              |
| Plataforma                                    | Modelo                                        | Ano de Lançamento                             | Design                                                     |
| --------------------------------------------- | --------------------------------------------- | --------------------------------------------- | ---------------------------------------------------------- |
| Tipo Quattro                                  | Lancia Thema                                  | 1984                                          | Giorgetto Giugiaro (Italdesign) - Sedã Pininfarina - Perua |
| Tipo Quattro                                  | Fiat Croma                                    | 1985                                          | Giorgetto Giugiaro (Italdesign)                            |
| Tipo Quattro                                  | Saab 9000                                     | 1985                                          | Giorgetto Giugiaro (Italdesign) Björn Envall               |
| Tipo Quattro                                  | Alfa Romeo 164                                | 1987                                          | Enrico Fumia (Pininfarina)                                 |

### Primeira Série
O primeiro modelo desenvolvido com base na plataforma Quatro foi projetado pela Lancia. Com o desenvolvimento do projeto, FIAT e SAAB optaram por compartilhar peças com a Lancia, enquanto a Alfa Romeo preferiu ter detalhes exclusivos no projeto do seu sedã. O projeto do novo Lancia foi entregue para o estudo de design Italdesign, dirigido por Giogertto Giugiaro. O Lancia Thema foi apresentado ao público no Salão do Automóvel de Turim em 1984. O objetivo da Lancia (propriedade da FIAT desde 1969) era competir com BMW e Mercedes pelo mercado de sedãs de luxo. O Thema possuía tração dianteira, motor transversal de 120 cavalos, freios ABS, suspensão autonivelante, faróis auto ajustáveis, bancos com ajuste ergonômico individual e aquecimento e em 1986 passou ter uma versão turboaspirada que fazia o motor alcançar 165 cavalos.
O Thema foi um dos finalistas da eleição do Carro do ano de 1985, ficando em terceiro lugar (191 votos), atrás do Renault 25 (261 votos) e do vencedor Opel Kadett (326 votos).
| Produção do Lancia Thema (1984-1994) | Produção do Lancia Thema (1984-1994) | Produção do Lancia Thema (1984-1994) | Produção do Lancia Thema (1984-1994) |
| Modelo                               | Lançamento                           | Quantidade construída                | %                                    |
| ------------------------------------ | ------------------------------------ | ------------------------------------ | ------------------------------------ |
| Sedã                                 | 1984                                 | 336 476                              | 94,00                                |
| Perua                                | 1986                                 | 21 096                               | 6,00                                 |
| Total                                | Total                                | 357 572                              | 100,0                                |

#### Versão 8.32
A versão 8.32 do Thema foi fruto de uma parceria entre a Ferrari e a Lancia, no caso eles decidiram pegar um de seus carros populares e colocar um motor V8 32V de 2.9L da ferrari que gerava 212hp(215cv) de potência e 285nm de torque, com junção à transmissão manual de 5 velocidades e o peso de 1.400kg o modelo ia de 0 a 100 km/h em apenas 6,8s e atingia 240km/h.